# Team Dimension Data/Saison 2017
Dieser Artikel listet Erfolge und Fahrer des Radsportteams Dimension Data in der Saison 2017 auf.

## Erfolge in der UCI WorldTour
In den Rennen der Saison 2017 der UCI WorldTour gelangen die nachstehenden Erfolge.
| Datum       | Rennen                    | Fahrer               |
| ----------- | ------------------------- | -------------------- |
| 23. Februar | 1. Etappe Abu Dhabi Tour  | Mark Cavendish       |
| 17. Mai     | 11. Etappe Giro d’Italia  | Omar Fraile          |
| 21. Juli    | 19. Etappe Tour de France | Edvald Boasson Hagen |

## Erfolge in der UCI Asia Tour
In den Rennen der Saison 2017 der UCI Asia Tour gelangen die nachstehenden Erfolge.
| Datum                 | Rennen                         | Kat. | Fahrer         |
| --------------------- | ------------------------------ | ---- | -------------- |
| 25. Februar           | 4. Etappe Tour de Langkawi     | 2.HC | Mekseb Debesay |
| 26. Februar           | 5. Etappe Tour de Langkawi     | 2.HC | Ryan Gibbons   |
| 22. Februar – 1. März | Gesamtwertung Tour de Langkawi | 2.HC | Ryan Gibbons   |

## Erfolge in der UCI Europe Tour
In den Rennen der Saison 2017 der UCI Europe Tour gelangen die nachstehenden Erfolge.
| Datum         | Rennen                          | Kat. | Fahrer               |
| ------------- | ------------------------------- | ---- | -------------------- |
| 30. April     | 3. Etappe Tour de Yorkshire     | 2.1  | Serge Pauwels        |
| 28.–30. April | Gesamtwertung Tour de Yorkshire | 2.1  | Serge Pauwels        |
| 17. Mai       | 1. Etappe Tour of Norway        | 2.HC | Edvald Boasson Hagen |
| 21. Mai       | 5. Etappe Tour of Norway        | 2.HC | Edvald Boasson Hagen |
| 17.–21. Mai   | Gesamtwertung Tour of Norway    | 2.HC | Edvald Boasson Hagen |
| 26. Mai       | 3. Etappe Tour des Fjords       | 2.1  | Edvald Boasson Hagen |
| 27. Mai       | 4. Etappe Tour des Fjords       | 2.1  | Edvald Boasson Hagen |
| 28. Mai       | 5. Etappe Tour des Fjords       | 2.1  | Edvald Boasson Hagen |
| 24.–28. Mai   | Gesamtwertung Tour des Fjords   | 2.1  | Edvald Boasson Hagen |
| 7. Juli       | 5. Etappe Österreich-Rundfahrt  | 2.1  | Ben O’Connor         |
| 10. September | 8. Etappe Tour of Britain       | 2.HC | Edvald Boasson Hagen |
| 26. September | 1. Etappe Giro della Toscana    | 2.1  | Stephen Cummings     |

## Erfolge bei den Nationalen Straßen-Radsportmeisterschaften
In den Rennen zu den Nationalen Straßen-Radsportmeisterschaften 2017 gelangen die nachstehenden Erfolge.
| Datum       | Rennen                                        | Fahrer                      |
| ----------- | --------------------------------------------- | --------------------------- |
| 12. Februar | Südafrikanische Meisterschaft – Straßenrennen | Reinardt Janse van Rensburg |
| 22. Juni    | Norwegische Meisterschaft – Einzelzeitfahren  | Edvald Boasson Hagen        |
| 22. Juni    | Britische Meisterschaft – Einzelzeitfahren    | Stephen Cummings            |
| 23. Juni    | Eritreische Meisterschaft – Einzelzeitfahren  | Mekseb Debesay              |
| 24. Juni    | Ruandische Meisterschaft – Einzelzeitfahren   | Adrien Niyonshuti           |
| 25. Juni    | Britische Meisterschaft – Straßenrennen       | Stephen Cummings            |
| 26. Juli    | Algerische Meisterschaft – Straßenrennen      | Youcef Reguigui             |

## Zugänge – Abgänge
| Zugänge        | Team 2016                   | Abgänge           | Team 2017          |
| -------------- | --------------------------- | ----------------- | ------------------ |
| Ryan Gibbons   | Dimension Data for Qhubeka  | Theo Bos          | BEAT Cycling Club  |
| Ben King       | Cannondale Pro Cycling Team | Matthew Brammeier | Aqua Blue Sport    |
| Lachlan Morton | Jelly Belly-Maxxis          | Songezo Jim       | Kuwait–Cartucho.es |
| Ben O’Connor   | Avanti Isowhey Sport        | Cameron Meyer     | Karriereende       |
| Scott Thwaites | Bora-Argon 18               | Kanstanzin Siuzou | Bahrain-Merida     |

## Mannschaft
| Teamkader 2017                                        | Teamkader 2017    | Teamkader 2017         | Teamkader 2017                              |
| Name                                                  | Geburtsdatum      | Land                   | Vorheriges Team                             |
| ----------------------------------------------------- | ----------------- | ---------------------- | ------------------------------------------- |
| Igor Antón                                            | 2. März 1983      | Spanien                | Movistar Team (2015)                        |
| Natnael Berhane                                       | 5. Januar 1991    | Eritrea                | Team Europcar (2014)                        |
| Edvald Boasson Hagen                                  | 17. Mai 1987      | Norwegen               | Team Sky (2014)                             |
| Mark Cavendish                                        | 21. Mai 1985      | Vereinigtes Königreich | Etixx-Quick Step (2015)                     |
| Steve Cummings                                        | 19. März 1981     | Vereinigtes Königreich | BMC Racing Team (2014)                      |
| Mekseb Debesay                                        | 16. Juni 1991     | Eritrea                | Bike Aid (2015)                             |
| Nicolas Dougall                                       | 21. November 1992 | Südarfika              |                                             |
| Bernhard Eisel                                        | 17. Februar 1981  | Österreich             | Team Sky (2015)                             |
| Tyler Farrar                                          | 2. Juni 1984      | Vereinigte Staaten     | Garmin-Sharp (2014)                         |
| Omar Fraile                                           | 17. Juli 1990     | Spanien                | Caja Rural-Seguros RGA (2015)               |
| Ryan Gibbons                                          | 13. August 1994   | Südarfika              | Dimension Data for Qhubeka (2016)           |
| Nathan Haas                                           | 12. März 1989     | Australien             | Cannondale-Garmin (2015)                    |
| Jacques Janse van Rensburg                            | 6. September 1987 | Südarfika              | Burgos 2016-Castilla y León (2011)          |
| Reinardt Janse van Rensburg                           | 3. Februar 1989   | Südarfika              | Giant-Shimano (2014)                        |
| Ben King                                              | 22. März 1989     | Vereinigte Staaten     | Cannondale-Drapac (2016)                    |
| Merhawi Kudus                                         | 23. Januar 1994   | Eritrea                | World Cycling Centre (2013)                 |
| Lachlan Morton                                        | 2. Januar 1992    | Australien             | Jelly Belly-Maxxis (2016)                   |
| Adrien Niyonshuti                                     | 2. Januar 1987    | Ruanda                 |                                             |
| Ben O’Connor                                          | 25. November 1995 | Australien             | Avanti IsoWhey Sports (2016)                |
| Serge Pauwels                                         | 21. November 1983 | Belgien                | Omega Pharma-Quick Step (2014)              |
| Youcef Reguigui                                       | 9. Januar 1990    | Algerien               | Groupement Sportif Pétrolier Algérie (2012) |
| Mark Renshaw                                          | 22. Oktober 1982  | Australien             | Etixx-Quick Step (2015)                     |
| Kristian Sbaragli                                     | 8. Mai 1990       | Italien                |                                             |
| Daniel Teklehaimanot                                  | 10. November 1988 | Eritrea                | Orica-GreenEDGE (2013)                      |
| Jay Robert Thomson                                    | 12. April 1986    | Südarfika              | UnitedHealthcare (2012)                     |
| Scott Thwaites                                        | 12. Februar 1990  | Vereinigtes Königreich | Bora-Argon 18 (2016)                        |
| Johann van Zyl                                        | 2. Februar 1991   | Südarfika              |                                             |
| Jacobus Venter                                        | 13. Februar 1987  | Südarfika              | Differdange-Magic-SportFood.de (2012)       |
| Nic Dlamini (1. Aug.–31. Dez., Stagiaire)             | 12. August 1995   | Südarfika              | Dimension Data for Qhubeka (2017)           |
| Metkel Eyob (1. Aug.–31. Dez., Stagiaire)             | 4. September 1993 | Eritrea                | Dimension Data for Qhubeka (2017)           |
| Amanuel Ghebreigzabhier (1. Aug.–31. Dez., Stagiaire) | 17. August 1994   | Eritrea                | Dimension Data for Qhubeka (2017)           |
|                                                       |                   |                        |                                             |
| Quellen: ProCyclingStats Cycling Quotient             |                   |                        |                                             |